# Hemigrammus aereus
Hemigrammus aereus är en fiskart som beskrevs av Géry, 1959. Hemigrammus aereus ingår i släktet Hemigrammus och familjen Characidae. Inga underarter finns listade i Catalogue of Life.